# Матвєєва Леся Василівна
Леся Василівна Матвєєва (12 липня 1930, Харківці — 4 липня 2012, Київ) — український історик, дослідниця історії науки і техніки, доктор історичних наук, професор. Заслужений діяч науки і техніки України, лауреат премії імені А. Кримського НАН України.

## Біографія
Народилася 12 липня 1930 року в селі Харківцях (нині Пирятинського району Полтавської області). У 1955 році закінчила історичний факультет Київського державного університету. Працювала викладачем історії у середній школі міста Києва, науковим співробітником Центрального історичного архіву УРСР, в Інституті економіки АН УРСР.
У 1966 році закінчила аспірантуру. Захистила кандидатську дисертацію на тему: «Розвиток будівництва як галузі народного господарства». У 1970–1986 роках — старший науковий співробітник відділу історії техніки Інституту історії АН УРСР. У 1986–1991 роках — старший науковий співробітник Центру досліджень науково-технічного потенціалу та історії науки АН УРСР. З 1991 року — старший науковий співробітник, заступник директора, у 1999–2012 роках — директор Інституту сходознавства імені А. Ю. Кримського НАН України.
У 1996 році захистила докторську дисертацію на тему: «Національна академія наук України: етапи розвитку та доля вчених».
Її чоловік — Матвєєв Валентин Володимирович — вчений-металознавець, академік НАН України.
Померла у Києві 4 липня 2012 року.

## Основні праці
- Виктор Григорович — первый украинский славяновед-византолог (1815—1876). — Київ, 2010. — 192 с.;
- Владислав Бузескул — историк своего времени. — Київ, 2008. — 713 с.;
- Нариси з історії сходознавства. — Київ, 2008. — 398 с.;
- Нариси з історії Всеукраїнської академії наук. — Київ, 2003. — 294 с.;
- Юлиан Кулаковский. — Київ, 2002. — 482 с.;
- А. Ю. Кримський — неодмінний секретар Всеукраїнської Академії наук. — Київ, 1997. — 171 с. (у співавторстві з Е. Циганковою);
- Історія Академії наук України. — Київ, 1993 (у співавторстві);
- Микола Прокопович Василенко. — Київ, 1991. — 267 с. (у співавторстві з І. Усенком);
- Отто Юльевич Шмидт. — Москва, 1990. — 228 с.;
- Соціально-економічні умови соціалістичної революції на Україні. — Київ, 1987;
- Развитие строительной науки и техники в Украинской ССР. — Київ, 1985 (у співавторстві);
- Развитие металлургии в Украинской ССР. — Київ, 1980 (у співавторстві).